# Юлиана фон Насау-Диленбург (1546–1588)
Вижте пояснителната страница за други личности с името Юлиана фон Насау-Диленбург.
Юлиана фон Насау-Диленбург (на немски: Juliana von Nassau-Dillenburg; * 10 август 1546, Диленбург; † 31 август 1588, Рудолщат) е графиня от Насау-Диленбург и чрез женитба графиня на Шварцбург-Рудолщат.

## Произход
Тя е дъщеря на граф Вилхелм Богатия фон Насау-Диленбург (1487 – 1559) и втората му съпруга съпруга Юлиана фон Щолберг (1506 – 1580). По-малка сестра е на княз Вилхелм Орански.

## Фамилия
Юлиана се омъжва на 14 юни 1575 г. в Диленбург за граф Албрехт VII фон Шварцбург-Рудолщат (1537 – 1605). Тя е първата му съпруга. Те основават линията Шварцбург-Рудолщат на фамилията Шварцбург. Двамата имат децата:
- Карл Гюнтер (1576 – 1630), граф на Шварцбург-Рудолщат, женен 1613 г. за принцеса Анна София фон Анхалт (1584 – 1652)
- Елизабет Юлиана (1578 – 1658)
- София VI (1579 – 1630), омъжена 1595 г. за Йобст II граф фон Барби-Мюлинген
- Магдалена II (1580 – 1652), омъжена 1597 г. за Хайнрих II Ройс цу Гера
- Лудвиг Гюнтер (1581 – 1646), граф на Шварцбург-Рудолщат, женен 1638 г. за графиня Емилия фон Олденбург (1614 – 1670)
- Албрехт Гюнтер (1582 – 1634), граф на Шварцбург-Рудолщат
- Анна Сибила (1584 – 1623), омъжена 1612 г. за Кристиан Гюнтер I фон Шварцбург-Зондерсхаузен (1578 – 1642)
- Катарина Мария (1585 – 1650)
- Доротея Сузана (1587 – 1662)
- Хайнрих Гюнтер (1588 – 1589)